# Монсано
Монсано (італ. Monsano) — муніципалітет в Італії, у регіоні Марке,  провінція Анкона.
Монсано розташоване на відстані близько 200 км на північ від Рима, 23 км на захід від Анкони.
Населення — 3423 особи (2014).
Щорічний фестиваль відбувається 11 березня. Покровитель — San Gregorio Magno.

## Демографія
Населення за роками:

Станом на 1 січня 2023 року в муніципалітеті офіційно проживало 186 іноземців з 32 країн, серед них 81 громадянин країн Євросоюзу та 1 громадянин України.

## Сусідні муніципалітети
- Єзі
- Монте-Сан-Віто
- Сан-Марчелло